# Vol South African Airways 228
Le 20 avril 1968, à 20 h 50 heure locale, le Boeing 707 opérant le vol South African Airways 228, reliant Johannesbourg à Londres, s'écrase peu après le décollage de son escale à l'aéroport international J.G. Strijdom de Windhoek au Sud-Ouest africain (aujourd'hui Namibie). L'avion, qui n'avait que six semaines, avait quatre escales prévues à Windhoek, Luanda, Las Palmas de Grande Canarie et Francfort-sur-le-Main. Sur les 128 personnes à bord, 123 perdent la vie et cinq survivent. 
L'enquête subséquente a déterminé que la cause de l'accident était attribuable en grande partie à une erreur du pilote. Le constructeur a par la suite également reconnu l'absence d'un avertisseur de proximité du sol dans l'appareil. Cet accident demeure le plus meurtrier à ce jour en Namibie.

## Appareil impliqué
L'appareil impliqué dans l'accident était un Boeing 707-344C immatriculé ZS-EUW auprès de South African Airways propulsé par quatre tubofans Pratt & Whitney JT3D-7. Au moment de l'accident, l'avion totalisait seulement 238 heures de vol depuis son premier vol, le 5 février 1968 (seulement 75 jours avant l'accident).

## Historique du vol
Le vol South African Airways 228 était un vol régulier, opéré par un Boeing 707-320C, nommé Pretoria, immatriculé ZS-EUW auprès de South African Airways, de l'aéroport international Jan Smuts de Johannesbourg en Afrique du Sud, à l'aéroport de Londres-Heathrow, avec quatre escales prévues à Windhoek, Luanda, Las Palmas de Grande Canarie et Francfort-sur-le-Main. L'équipage du vol 228 était composé de [réf. nécessaire]:
- Commandant de bord Eric Ray Smith (49 ans)
- Copilote John Peter Holliday (34 ans)
- Premier officier de relève Richard Fullarton Armstrong (26 ans)
- Navigateur de vol Harry Charles Howe (44 ans)
- Mécanicien Phillip Andrew Minnaar (50 ans).

La première étape du vol de Johannesbourg à Windhoek s'est déroulée sans incident. 46 passagers supplémentaires ont embarqué à Windhoek et du fret aérien a été déchargé et chargé. L'avion a décollé de Windhoek sur la piste 08 à 20 h 49 heure locale. C'était une nuit sombre et sans lune avec parfois quelques lumières au sol dans le désert ouvert à l'est de la piste ; l'avion a décollé dans ce qui a été décrit dans le rapport officiel comme un « trou noir ».  L'avion est d'abord monté à une altitude de 650 pieds (198 m) au-dessus du niveau du sol, puis s'est stabilisé après trente secondes et a commencé à descendre[réf. nécessaire].
Cinquante secondes après le décollage, il a percuté le sol en configuration de vol à une vitesse d'environ 271 nœuds (502 km/h). Les quatre moteurs ont été les premières parties de l'avion à toucher le sol, et ont créé quatre entailles dans le sol avant que le reste de l'avion ne touche également le sol et ne se brise. Deux incendies se sont immédiatement déclarés lorsque les réservoirs de carburant de l'avion se sont enflammés. Bien que le site de l'accident ne soit qu'à 5 327 mètres (17 477 pi) de l'extrémité de la piste, les services d'urgence ont mis 40 minutes pour atteindre les lieux en raison du terrain accidenté. Neuf passagers qui étaient assis dans la partie avant du fuselage ont d'abord survécu, mais deux sont morts peu de temps après l'accident, et deux autres quelques jours plus tard.

## Enquête
L'enquête a été compliquée par le fait que l'avion n'était pas équipé de boîtes noires ; il était devenu obligatoire qu'un avion en soit équipé à partir du 1er janvier 1968, mais l'incapacité de la compagnie aérienne à se procurer des enregistreurs signifiait que plusieurs avions SAA, dont le ZS-EUW, n'avaient pas encore l'équipement installé. Le capitaine Smith totalisait 4 608 heures de vol sur le Boeing 707, mais seulement une heure (en formation) sur le nouveau type 344C. L'enquête officielle a conclu que l'avion et ses quatre moteurs étaient en état de marche ; la faute principale incombait au commandant de bord et au copilote, car ils « n'ont pas réussi à maintenir une vitesse et une altitude sûres et une montée positive en n'observant pas les instruments de vol pendant le décollage » ; aucun blâme n'a été attribué au troisième pilote, qui était chargé de surveiller la radio et qui n'était pas en mesure de surveiller les instruments de vol depuis sa position dans le poste de pilotage. Les facteurs secondaires susceptibles d'avoir contribué à l'accident comprenaient :
- Perte de conscience de la situation
- L'équipage n'avait aucune référence visuelle dans l'obscurité, ce qui a entraîné une désorientation spatiale.

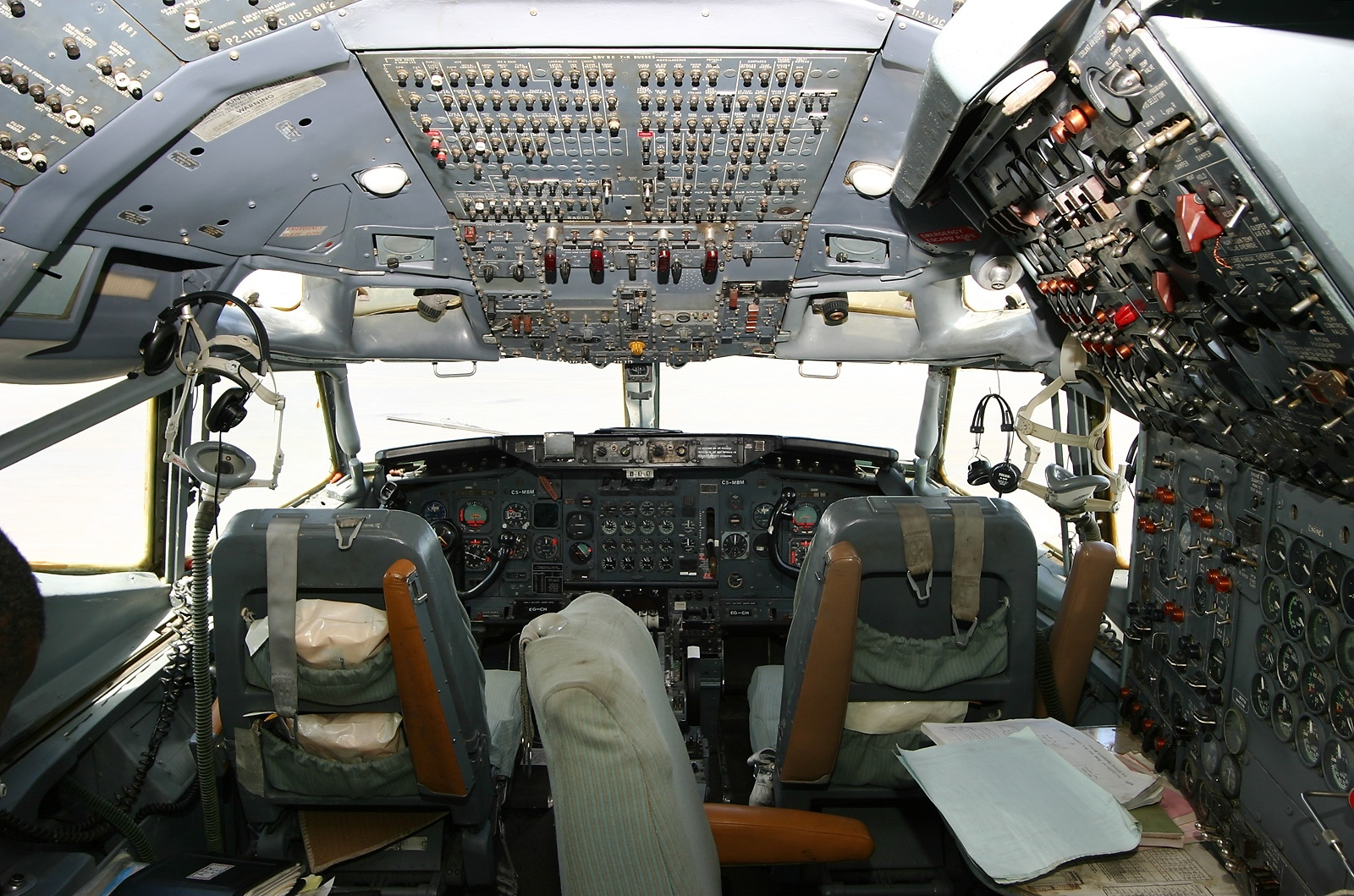
Le poste de pilotage d'un Boeing 707.

- L'équipage a utilisé une séquence de rétraction des ailes de la série 707-B qui a retiré les volets par incréments plus importants que souhaitable pour cette étape du vol, entraînant une perte de portance à 600 pieds (183 m) au-dessus du sol.
- Confusion passagère des pilotes lors de la lecture du variomètre, différent des séries A et B de l'avion auquel ils étaient habitués.
- L'altimètre à tambour équipant l'avion était notoirement difficile à lire pour les pilotes[6],[7] ; l'équipage a peut-être mal interprété son altitude de 1 000 pieds (305 m).
- Distraction du poste de pilotage à la suite d'une collision aviaire ou d'un autre événement mineur.

Après avoir enquêté sur cet accident, ainsi que sur un certain nombre d'autres qui impliquaient également un impact sans perte de contrôle, la Federal Aviation Administration a déterminé qu'un avertisseur de proximité du sol aurait aidé à prévenir certains des accidents. De nouvelles réglementations ont donc été introduites à partir de février 1972 obligeant tous les avions à turboréacteurs à être équipés de ce système.